# Klacksjön, Värmland
Klacksjön är en sjö i Kils kommun i Värmland och ingår i Göta älvs huvudavrinningsområde. Sjön är 9,4 meter djup, har en yta på 0,431 kvadratkilometer och är belägen 83,6 meter över havet.

## Delavrinningsområde
Klacksjön ingår i det delavrinningsområde (660319-135000) som SMHI kallar för Utloppet av Klacksjön. Medelhöjden är 112 meter över havet och ytan är 12,01 kvadratkilometer. Det finns inga avrinningsområden uppströms utan avrinningsområdet är högsta punkten. Vattendraget som avvattnar avrinningsområdet har biflödesordning 5, vilket innebär att vattnet flödar genom totalt 5 vattendrag innan det når havet efter 323 kilometer. Avrinningsområdet består mestadels av skog (52 procent), öppen mark (14 procent) och jordbruk (24 procent). Avrinningsområdet har 0,43 kvadratkilometer vattenytor vilket ger det en sjöprocent på 3,6 procent.